# LK

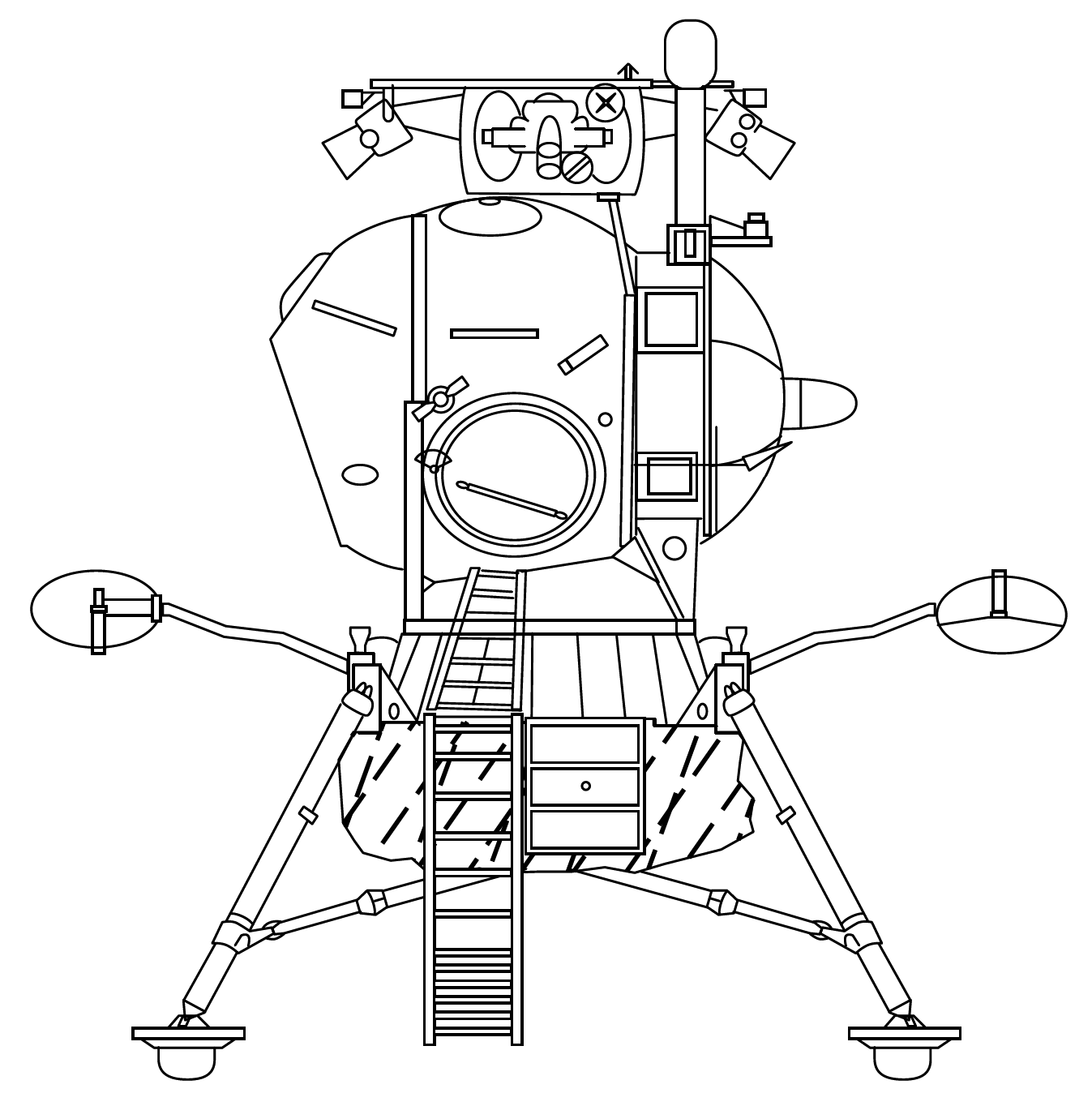
El módulo de descenso LK.

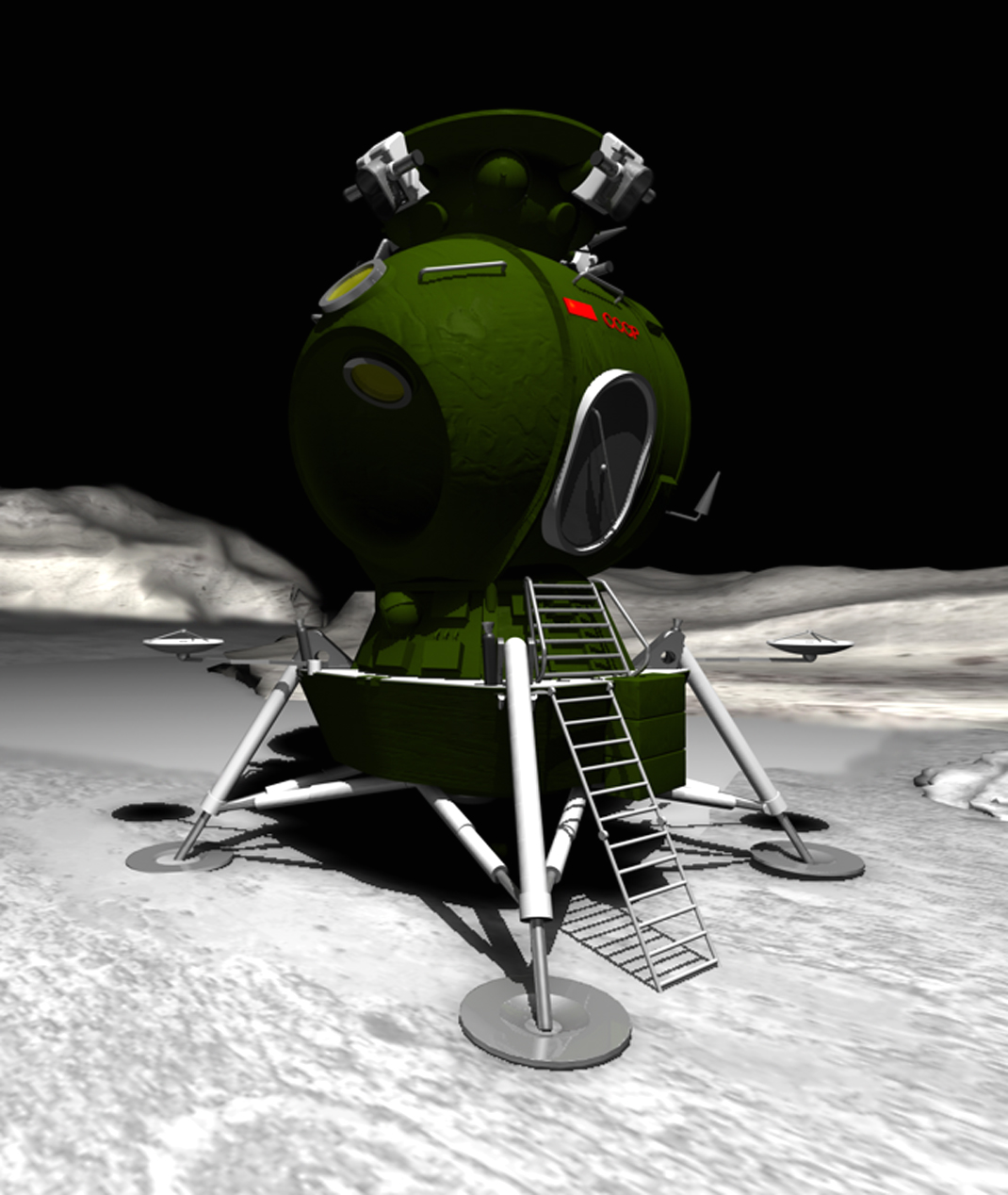
Representación del módulo LK.

El LK (Lunnaya Kabina– Cabina Lunar – o Lunnyi Korabl– nave lunar– en ruso) era el módulo de descenso soviético, similar al módulo lunar estadounidense, destinado a poner en la superficie de la Luna a un cosmonauta, para lo cual emplearía como lanzador a un potente cohete N-1, en al marco del programa N1/L3.

## Características
Se trataría de un ingenio dotado de un compartimiento esférico, semejante al módulo superior de la nave Soyuz, dotado de un motor de descenso y ascenso y un sistema de alunizaje dotado de 4 patas, integrado junto al módulo orbital LOK.
El espacio interior permitiría acomodar a un cosmonauta, el cual debería permanecer todo el tiempo en posición de pie. La novedad de este módulo residía en su sistema de energía, dotado de células de combustible en lugar de paneles solares, así como el sistema de orientación, el cual iba situado en la parte superior y consistía en un módulo autónomo. 

## Etapas de la misión en el LK
La misión se iniciaría con la salida del cosmonauta al espacio desde el LOK para efectuar un corto trayecto en el vacío e introducirse en el módulo L.K. Una vez dentro, iniciaría el descenso controlado hasta tomar contacto con la superficie, quedando instalada la base lunar.

Tras alunizar, el tripulante efectuaría una primera salida extravehicular (EVA) de 90 minutos en la que recogería muestras, tomaría fotografías y plantaría la bandera soviética para posteriormente regresar a la seguridad de la nave. 
Ya dentro, el cosmonauta presurizaría el módulo, y una vez comprobados los sistemas, podría desembarazarse de su pesado traje y descansar unas horas. Si fuese posible, efectuaría una segunda salida, y si no abandonaría la superficie lunar con las muestras más valiosas e iniciaría el regreso. 
Este módulo había sido diseñado para permanecer autónomamente 72 horas, de las cuales 48 podían ser pasadas en la superficie lunar. 
Tras finalizar la misión, el módulo se dirigiría a una órbita de espera, mediante el impulso del motor de ascenso, donde sería localizado por el radar de la nave LOK y acoplado a la misma.
Una vez allí, el cosmonauta efectuaría otro breve paseo hasta penetrar en la cabina con su carga de rocas lunares y material científico. 
Para el regreso a la Tierra, se eyectaría el módulo lunar L.K., y se iniciaría el viaje desembarazándose de todos los otros módulos, hasta quedar solo el de descenso, que penetraría con seguridad en la atmósfera terrestre cayendo en el desierto de Kazajistán o amerizando en el Mar Negro tras una misión que podría haber durado al menos 7 días.

## Pruebas
Se realizaron cuatro pruebas con el módulo LK en órbita terrestre, con el lanzamiento de las Cosmos 379, Cosmos 382, Cosmos 398 y Cosmos 434. La primera prueba fue lanzada el 24 de noviembre de 1970, la segunda el 2 de diciembre de 1970, la tercera el 26 de febrero de 1971 y la cuarta el 12 de agosto de 1971, todas ellas lanzadas con cohetes Soyuz-L.

## Cancelación
Debido a los continuos fallos en los equipos propulsores, la muerte del ingeniero Serguéi Koroliov a causa de un tumor, así como en el desvío de fondos para atajar la creciente crisis con China, el programa de alunizaje soviético se dejó languidecer de mes en mes, hasta ser superado por los norteamericanos con el vuelo del Apolo 11.